# Montowo (przystanek kolejowy)
Montowo – posterunek odgałęźny, zdalnie sterowany z przystankiem osobowym. Dawniej stacja kolejowa w Grodzicznie w powiecie nowomiejskim w województwie warmińsko-mazurskim.

## Historia
Stacja powstała w roku 1876 podczas budowy linii kolejowej Malbork – Mława. Prawdopodobna pierwotna nazwa brzmiała Grodden (od Grodziczno). W 1888 roku wykoleiło się tu 10 wagonów i parowóz.

## Ruch pasażerski[1]
| Rok  | Wymiana pasażerska na dobę |
| ---- | -------------------------- |
| 2017 | 20-49                      |
| 2018 | 20-49                      |
| 2019 | 20-49                      |
| 2020 | 10-19                      |
| 2021 | 10-19                      |
| 2022 | 20-49                      |
| 2023 | 20-49                      |